# Ray Cokes
Ray Cokes (né Raymond Christopher Cokes le 24 février 1958 sur l'Île de Wight) est un animateur de télévision anglais.
Découvert par Michel Perrin de la RTBF dans un café de Bruxelles où il était cuisinier, il y anime le show TV musical Rox Box de 1982 à 1986, avant d’être débauché par MTV Europe pour y être vidéo-jockey et y présenter une autre émission musicale. Entre 1992 et 1995, il présente toujours sur MTV Europe MTV'S Most Wanted. En 2000, il rejoint l’équipe de chroniqueur de Christine Bravo dans Union libre en remplacement de David Lowe. À partir de 2001 et jusqu'en 2004, il présente Music Planet 2Nite sur Arte. En 2004, il rejoint France 5 pour animer avec Emmanuelle Rota J'm'en mail, et à partir d'octobre 2004, il anime avec Chakib Lahssaini et Aline Afanoukoé, CULT, une émission consacrée aux cultures urbaines. De 2005 à 2009, il présente l'émission En Direct de sur France 4. 
En été 2009, il co-anime Tournée Générale sur la chaîne flamande VRT, émission de découverte de bières belges à travers le monde. En septembre 2011, il rejoint la radio belge francophone Classic 21 pour animer Cokes Calling, chaque dimanche de 13 à 16h.
Vers 2010, il quitte Paris, et habite en 2013 à Anvers. Ray Cokes a habité Berlin ; bien qu’il ait quitté la ville, il continue à s’y produire sur certaines scènes. Depuis le 10 septembre 2012, il fait partie du jury de Belgiums Got Talent, émission de télévision belge néerlandophone produite par FremantleMedia et diffusée sur VTM. Toujours en Belgique, il enregistre en décembre 2013 une nouvelle émission de la RTBF, Libre Échange, qui met face à face un invité et une assemblée d'étudiants au sein du Parlement européen. En 2021 il anime deux émissions de radio, sur Classic 21.

## Paru
Autobiographie : My Most Wanted Life (2014)